# 三合镇 (阜阳市)
三合镇，是中华人民共和国安徽省阜阳市颍州区下辖的一个乡镇级行政单位。

## 行政区划
三合镇下辖以下地区：
胡庙社区、三合社区、新宅村、郭寨村、井孜村、掩龙村、三星村和王大郢村。